# Ellen Wester
Ellen Sofia Wester; pseud. E. Weer (ur. 1860, zm. 1936) – szwedzka tłumaczka literatury polskiej.
Działalność przekładową rozpoczęła z inicjatywy Henryka Bukowskiego. W związku z podróżą po Polsce w latach 1898–1899 napisała relację z podróży oraz wiele artykułów prasowych dla czasopism szwedzkich dotyczących ruchu kobiecego oraz historii i kultury Polski.
Dokonała przekładów m.in. utworów Józefa Ignacego Kraszewskiego, Gabrieli Zapolskiej, Zofii Kossak, prawie wszystkich esejów Kazimierza Chłędowskiego oraz poezji (np. Hymn Juliusza Słowackiego czy Rozmowa wieczorna Adama Mickiewicza). W 1910 stworzyła antologię nowelistyki młodopolskiej pt. Det unga Polen (w tym Stefana Żeromskiego, Władysława Reymonta i Kazimierza Przerwy-Tetmajera).
Nie założyła rodziny.

## Wybrane przekłady[1]
- Meir Ezofowicz Elizy Orzeszkowej (1895)
- Nad Niemnem Elizy Orzeszkowej (1897)
- Potop Henryka Sienkiewicza (1901)
- Pan Wołodyjowski Henryka Sienkiewicza (1902)
- Krzyżacy Henryka Sienkiewicza (1903)
- Wierna rzeka  Stefana Żeromskiego  (1921)
- Uroda życia Stefana Żeromskiego (1922)
- Popioły Stefana Żeromskiego (1923)
- Chłopi Władysława Reymonta (1924)
- Pan Tadeusz Adama Mickiewicza (przekład prozą, 1926)